# Josh Flitter
Joshua Flitter, detto Josh (Ridgewood, 25 agosto 1994), è un attore statunitense.

## Carriera
Ha interpretato la parte di Corky in Nancy Drew, Eddie in Il più bel gioco della mia vita e ha prestato la voce a Rudy nella versione americana di Ortone e il mondo dei Chi.
Ha inoltre partecipato come guest-star nell'episodio I babysitter della seconda stagione di Phil dal futuro prodotto dalla Disney.

## Filmografia

### Cinema
- Se mi lasci ti cancello (Eternal Sunshine of the Spotless Mind), regia di Michel Gondry (2004)
- Il coraggio di cambiare (Duane Hopwood), regia di Matt Mulhern (2005)
- Nascosto nel buio (Hide and Seek), regia di John Polson (2005)
- Il più bel gioco della mia vita (The Greatest Game Ever Played), regia di Bill Paxton (2005)
- FBI: Operazione tata (Big Momma's House 2), regia di John Whitesell (2006)
- Nancy Drew, regia di Andrew Fleming (2007)
- Licenza di matrimonio (License to Wed), regia di Ken Kwapis (2007)
- Il guinness dei pupazzi di neve (Snowmen), regia di Robert Kirbyson (2010)

### Televisione
- Whoopi, serie TV (2003-2004)
- Phil dal futuro (Phil from the Future), serie TV (2004-2006)
- E.R. - Medici in prima linea, serie TV (1 episodio, 2008)
- Ace Ventura 3 (Ace Ventura, Jr.: Pet Detective), regia di David M. Evans - film TV (2009)
- Nancy Drew, serie TV (2019-in corso)

### Doppiatore
- Ortone e il mondo dei Chi (Dr. Seuss' Horton Hears a Who!), regia di Jimmy Hayward e Steve Martino (2008)
- Supercuccioli sulla neve (Snow Buddies), regia di Robert Vince (2008)
- Supercuccioli a Natale - Alla ricerca di Zampa Natale (Santa Buddies), regia di Robert Vince (2009)
- Supercuccioli nello spazio (Space Buddies), regia di Robert Vince (2009)
- Zampa e la magia del Natale (The Search for Santa Paws), regia di Robert Vince (2010)

## Doppiatori italiani
Nelle versioni in italiano delle opere in cui ha recitato, Josh Flitter è stato doppiato da:
- Alex Polidori ne Il più bel gioco della mia vita, Licenza di matrimonio
- Manuel Meli in Nancy Drew, Ace Ventura 3
- Fabrizio Picconi in Nascosto nel buio

Da doppiatore è sostituito da: 
- Erica Necci in Supercuccioli a Natale - Alla ricerca di Zampa Natale[1], Supercuccioli sulla neve[2], Supercuccioli nello spazio[3]
- Manuel Meli in Ortone e il mondo dei Chi
- Mirko Cannella[4] in Zampa e la magia del Natale
- Mirko Mazzanti in Zampa 2 - I cuccioli di Natale